# Dennis Eilhoff
Dennis Eilhoff (* 31. Juli 1982 in Witten) ist ein ehemaliger deutscher Fußballtorwart.

## Karriere

### Verein
Seine fußballerische Laufbahn begann Eilhoff 1990 beim Delbrücker SC, ehe er 1994 zur TuS Paderborn-Neuhaus wechselte. Im Alter von 14 Jahren ging Eilhoff 1996 zu Arminia Bielefeld. Dort gehörte er seit 2000 dem Profikader an und absolvierte seine ersten Einsätze in der Saison 2000/01, als die Arminia in der 2. Bundesliga spielte; sein Profidebüt gab er am 20. Oktober 2000 beim torlosen Unentschieden am neunten Spieltag gegen den SV Waldhof Mannheim mit seiner Einwechslung in der 63. Minute für Goran Ćurko. Eilhoff konnte sich jedoch nie gegen den Stammtorhüter Mathias Hain durchsetzen und kam bis 2006 lediglich auf vier Ligaspieleinsätze; darunter in der Saison 2005/06 zwei in der 1. Bundesliga.
Daher wurde er zur Saison 2006/07 für zwei Jahre an den Zweitligisten TuS Koblenz ausgeliehen, bei dem er von der Winterpause 2006/07 an Stammtorhüter war und bis auf ein Spiel alle weiteren bestritt. Zur Spielzeit 2008/09 kehrte er zu Arminia Bielefeld zurück. Dort profitierte Eilhoff von einer Verletzung des ersten Torwarts Rowen Fernandez und spielte einen Großteil der Hinrunde im Tor der Arminen. Aufgrund seiner überzeugenden Leistungen blieb Eilhoff auch nach der Genesung von Fernandez erste Wahl. Nicht zuletzt aus diesem Grund verlängerte er im Februar 2009 seinen Vertrag bei der Arminia um zwei Jahre bis 2011. Auch nach dem Abstieg in die 2. Bundesliga im Mai 2009 blieb Eilhoff dem Verein treu. Nach der desolaten Saison 2010/2011 gab Eilhoff in der Rückrunde seinen Abschied bekannt.
Am 9. Juni 2011 unterschrieb er einen Einjahresvertrag beim Zweitliga-Aufsteiger Dynamo Dresden. Bei den Elbestädtern hatte sich Eilhoff zu Beginn der Saison 2011/12 im Konkurrenzkampf gegen den Aufstiegstorwart Benjamin Kirsten durchgesetzt. Allerdings zog er sich bereits im zweiten Saisonspiel gegen Hansa Rostock eine schwere Kapselverletzung im linken Mittelfinger zu, spielte jedoch vorerst weiter. Nach 18 Gegentreffern in den ersten neun Ligaspielen verlor Eilhoff seinen Stammplatz im Dynamo-Tor an den nachverpflichteten Wolfgang Hesl. Er bestritt danach für Dynamo Dresden kein einziges Spiel mehr. Am Saisonende teilte der Verein mit, dass Eilhoffs Vertrag nicht verlängert werde.
Aufgrund seiner im Sommer 2011 zugezogenen Fingerverletzung musste Eilhoff seine Karriere vorzeitig als Sportinvalide beenden.

### Nationalmannschaft
Eilhoff, der dem Kader der deutschen U-16-Nationalmannschaft angehörte, nahm als Ersatztorhüter mit der U-17-Nationalmannschaft an der Weltmeisterschaft 1999 in Neuseeland teil. Als sich der etatmäßige Stammtorwart Jan Schlösser im zweiten Vorrundenspiel gegen die Auswahl Australiens eine Verletzung zugezogen hatte, wurde Eilhoff in der 43. Spielminute eingewechselt, konnte jedoch die 1:2-Niederlage des deutschen Teams nicht verhindern. Beim 0:0-Unentschieden gegen die brasilianische Auswahl im letzten Gruppenspiel wurde Eilhoff zum Man of the Match gewählt. Dennoch schied er mit der deutschen Auswahl als Gruppendritter nach der Vorrunde aus.
2009 galt er nach guten Leistungen in der Bundesliga kurzzeitig als Kandidat für die deutsche A-Nationalmannschaft. Es wurde über eine Nominierung Eilhoffs für die Asien-Reise Ende Mai 2009 spekuliert.

### Wissenswertes
In der vom Kicker-Sportmagazin veröffentlichten Torhüter-Rangliste der 2. Bundesliga belegte Eilhoff in der Saison 2007/08 mit einem Notendurchschnitt von 3,17 (bester Notendurchschnitt ist 2,82) den siebten Platz. In der Saison 2009/10 schaffte es Eilhoff, als erster Torhüter überhaupt, in der 2. Bundesliga acht Spiele in Folge ohne Gegentor zu bleiben.

## Privates
Dennis Eilhoff wuchs in Ostwestfalen auf und legte 2001 am Gymnasium Nepomucenum Rietberg das Abitur ab. Auch privat ist Eilhoff Arminia Bielefeld als Mitglied beim Fanclub Boys Bielefeld verbunden. Er ist verheiratet, hat zwei Kinder und lebt seit dem Karriereende mit seiner Familie wieder in seinem Heimatort Rietberg im Kreis Gütersloh. Nach seiner Tätigkeit als Profi-Torwart studierte Eilhoff an der Fachhochschule für öffentliche Verwaltung Nordrhein-Westfalen in Bielefeld und ist seit 2017 Polizeikommissar. Seine Bachelorarbeit schrieb er zum Thema „Gefühlte (Un)sicherheit bei Fußballspielen“. Als einer der acht besten Studenten seines Jahrgangs wurde Eilhoff von Herbert Reul ausgezeichnet. Eilhoff arbeitet in Rheda-Wiedenbrück im Wach- und Wechseldienst.